# The Peel Sessions (альбом Joy Division)
The Peel Sessions — збірка англійської групи Joy Division, яка була випущена у вересні 1990 року.

## Композиції
1. Exercise One – 2:30
2. Insight – 3:55
3. She's Lost Control – 4:10
4. Transmission – 3:55
5. Love Will Tear Us Apart – 3:20
6. Twenty Four Hours – 4:05
7. Colony – 4:00
8. Sound of Music – 4:20

## Учасники запису
- Єн Кертіс — гітара
- Бернар Самнер — гітара
- Пітер Хук — барабани
- Стефен Морріс — бас-гітара